# Jurij Petrovics Spakov
Jurij Petrovics Spakov, Юрий Петрович Шпаков (Omszk, 1929. december 7. – Omszk, 2009. október 4.) orosz tudományos-fantasztikus író, újságíró.

## Élete
Aranyéremmel érettségizett az omszki 2. számú (később 101.) fiúgimnáziumban. 1953-ban a Moszkvai Vegyészmérnöki Intézetet szintén kitüntetéssel végezte. Az omszki oxigénüzemben mint műszaki ellenőr kezdett dolgozni. 1954 végén a Komszomol kerületi bizottsága második titkárává választották, hat hónappal később a Komszomol területi bizottságának instruktora lett. 
1956 februárjától a Молодой сибиряк és az Омская правда lapok szerkesztőségében dolgozott. 1963-ban a Szovjetszkaja Rosszija című lap szerkesztőségébe került, saját tudósítója volt a Kemerovói területen, majd 1966-tól a Novoszibirszki járásban és a Tomszki területen. 1968-ban a Pravdához került, mint munkatárs tevékenykedett a Cseljabinszki területen. 1974-ban a Pravda kazahsztáni, 1981-től mongóliai irodájának vezetője volt. 1986-ban tért vissza Omszkba, ahol a Pravda munkatársa maradt az omszki és Kurgani területen, egészen 1992-es nyugdíjazásáig.

## Magyarul megjelent művei
Magyarul egyetlen novellája jelent meg a Galaktika 39. számában, 1980-ban Az űrhajó pályán marad címen.

## Fordítás
- Ez a szócikk részben vagy egészben  a(z)   Шпаков, Юрий Петрович című orosz Wikipédia-szócikk ezen változatának fordításán alapul.  Az eredeti cikk szerkesztőit annak laptörténete sorolja fel. Ez a jelzés csupán a megfogalmazás eredetét és a szerzői jogokat jelzi, nem szolgál a cikkben szereplő információk forrásmegjelöléseként.